# Crotalaria egregia
Crotalaria egregia är en ärtväxtart som beskrevs av Roger Marcus Polhill. Crotalaria egregia ingår i släktet sunnhampor, och familjen ärtväxter. Inga underarter finns listade i Catalogue of Life.